# Gorski zdravnik (2008)
Gorski zdravnik (nem. Der Bergdoktor) je nemško-avstrijska TV serija, ki je narejena po vzorcu istoimenske serije iz leta 1992. Na drugem programu avstrijske nacionalne televizije ORF se predvaja od 6. februarja 2008, na nemški televiziji ZDF pa se je začela predvajati dan kasneje. V Sloveniji to serijo prikazuje POP TV.

## Zgodba

### Sezona 1
Po letih dela v Münchnu, Parizu in nazadnje New Yorku se kirurg dr. Martin Gruber po petih letih vrne na obisk v domači Ellmau na mamin rojstni dan. Vrne se prav v času pogreba Sonje, žene mlajšega brata Hansa, ki je umrla v prometni nesreči. Po dolgih letih spet vidi tudi svojega mentorja dr. Romana Melchingerja in nečakinjo Lilli. Roman se namerava upokojiti in si želi, da bi ga v ambulanti nasledil Martin, kar pa ta najprej zavrača.
Na dan načrtovanega odhoda iz Ellmaua Roman Martinu pove, da mu je Sonja tik pred smrtjo priznala, da Lilli ni Hansova hči, temveč njegova. Martin se zaradi tega razodetja po dolgem premisleku odloči, da se ne bo vrnil v Združene države Amerike, kjer ima službo in zaročenko Julio. Prevzame Romanovo ambulanto in začne delati kot lokalni zdravnik. Zaplete se s Susanne Dreiseitl, poročeno lastnico gostilne Pri divjem cesarju.

### Sezona 2
Martin na novo zaživi ob vrnitvi domov in uživa ljubezen s Susanne, dokler se nepričakovano ne vrne njen dolgo časa odsotni mož Jörg, ki bi rad rešil njun zakon. Martin postavi Susanne pred izbiro - ali on ali mož. Susanne se odloči za Jörga.
Gruberjeva domačija se znajde v težavah, ko jim zgori skladišče z večino kmetijske mehanizacije. Direktor banke dr. Gerd Ohlmüller jim ne želi odobriti kredita, ampak jih hoče prisiliti v prodajo kmetije zaradi osebne zamere. Več let nazaj je imela namreč njegova mama razmerje z Johannom Gruberjem, Elisabethinim možem ter Martinovim in Hansovim očetom. Za to je izvedel njegov oče, ki je zato storil samomor, kmetija pa je po njegovi smrti propadla. Ko mu Martin reši življenje, naposled popusti in jim odobri kredit.
Susanne zanosi, vendar ne ve, ali je oče Martin ali njen mož. Martin medtem po obtožbi, da je bil malomaren in je zato storil strokovno napako, spozna odvetnico dr. Andreo Junginger, s katero se zaljubita. Njun odnos se znajde v težavah, ko Jörg pred vsemi razkrije Martinovo morebitno očetovstvo otroka, ki ga pričakuje Susanne.

### Sezona 3
Andrea je zmedena, ne ve, kako se naj spoprime z Martinovim možnim očetovstvom. Obenem ima občutek, da je Gruberjeva družina ni sprejela tako, kot je sprejela Susanne. Kljub temu pomaga Hansu, ki ga obtožijo poskusa uboja soseda Arthurja Distelmeierja, da ga oprostijo obtožb in ga izpustijo iz zapora.
Hans in njegova nova partnerka Klara Hoffmann imata težave s hčerkama, saj se Lilli in Klarina hči Sarah nikakor ne moreta spoprijateljiti. Z novimi težavami se spopadeta tudi Jörg in Susanne. Test očetovstva potrdi, da je otrokov oče Jörg, vendar pride do nesporazuma in Jörg, prepričan, da je test pokazal, da je oče Martin, odide. Susanne mu sledi in na poti doživi prometno nesrečo, zaradi česar izgubi otroka. Zaradi tega dogodka se zakonca dokončno razideta. Martin prepriča Susanne, da k sebi sprejme majhnega fantka Jonasa, ki je v nesreči v gorah izgubil starše.
Na obisk pride Martinova nekdanja zaročenka Julia. Martin z njo preživi noč, za katero izve Andrea, ki ga zato zapusti in odide na Dunaj. Hans in Klara se želita poročiti, vendar na dan poroke Martin odhiti na Dunaj k Andrei, da bi jo prepričal, da ne sprejme tamkajšnje ponudbe za službo in da se vrne k njemu. Uspe mu jo omehčati, vendar Andreo zbije avto in jo resno poškoduje.

### Sezona 4
Po tragični nesreči Andrea zaradi poškodb umre. Martin žaluje in se trudi na novo urediti svoje življenje. Hansova in Klarina zveza je po odpovedani poroki postavljena na veliko preizkušnjo, ko Klara spremlja svojo hčer v tujino k bivšemu možu, hčerinem očetu. Med gorsko reševalno akcijo se Hans resno poškoduje, grozi mu izguba noge. Kmetija se zato ponovno znajde tik pred prodajo.
Martin spozna pediatrinjo Leno Imhoff, s katero se zaplete v razmerje, čeprav je poročena. Njen mož Tom je hudo bolan in Martin ga skuša zdraviti s tvegano, še ne dovolj preizkušeno metodo. Zaljubi se tudi Lilli, vendar družina ne sprejema njenega fanta Maria. Elisabeth se spre s Hansom in se odseli od doma. Hans sčasoma okreva, zato kmetija ni več v nevarnosti, pobota se z mamo in se na novo zaljubi - v Susanne.
Vsi se zdijo srečni, le Martin je v precepu. Lena je na koncu z živci, saj zaradi Martinovega zdravljenja Tom niha med življenjem in smrtjo.

### Sezona 5
Martin želi rešiti svoj odnos s poročeno zdravnico Leno Imhoff medtem ko njen mož Tom niha med življenjem in smrtjo zaradi sodelovanja v ameriški študiji, v katero ga je prijavil Martin kljub Leninemu nasprotovanju. Tom vendarle premaga bolezen in želi rešiti svoj zakon, zaradi česar se mora Martin umakniti.
Tudi preostali člani družine Gruber imajo svoje probleme. Lilli vse več časa namesto šoli posveča svojemu fantu Mariu. Hans še naprej okleva med svojo odtujeno zaročenko Klaro in novo ljubeznijo Susanne. Na koncu se odloči za slednjo.

### Sezona 6
Lena se z možem preseli v Frankfurt. Martin spozna Anne Meierling, ki se je po dolgih letih življenja v Franciji vrnila v Ellmau. Zaljubita se do ušes, vendar je Anne hči starega sovražnika Gruberjevih, Arthurja Distelmeierja, ki Martina še posebej ne prenese, zato hčeri prepove stike z njim.
Anne odkrije staro zadolžnico, ki razkrije dolg Gruberjevih do Distelmeierjev. Gruberjevim je dana izbira: ali plačajo izposojeno vsoto izpred 30-ih let z obrestmi ali pa jim dajo dve polji, kar bi bila boljša varianta, čeprav bi tudi ta povzročila njihov boj za obstanek. Najprej se strinjajo s to izbiro, vendar Distelmeier odpove dogovor, ko izve za razmerje med Martinom in Anne. Martin nato doseže Arthurjevo sodelovanje z objubo, da bo pustil Anne.
Susanne in Hans postaneta starša male Sophie, vendar se v njunem odnosu že kažejo prve razpoke zaradi prepirov o prodaji gostilne Pri divjem cesarju. Na koncu uspe Susanne uveljaviti svoj prav – obdrži gostilno in še naprej živi tam. Medtem se Lili razide z Mariem in začne zvezo s pevcem Carstnom. Zaljubi se tudi dr. Alexander Kahnweiler, in sicer v dr. Vero Fendrich, hčer glavnega zdravnika v bolnišnici.

## Liki
| Igralec / Igralka               | Vloga                        | Sezone   | Opis |
| ------------------------------- | ---------------------------- | -------- | --- |
| Hans Sigl                       | dr. Martin Gruber            | 1-       | dr. Martin Gruber je glavni lik serije. Je zdravnik, ki se vrne iz New Yorka, da bi prišel na obisk. Ugotovil je, da ima hčerko Lilli in se odločil ostati. Prevzel je ambulanto dr. Romana Melchingerja in dela kot gorski zdravnik. Je brat Hansa Gruberja, sin Elisbeth Gruber in oče Lili Gruber. |
| Siegfried Rauch                 | dr. Roman Melchinger         | 1-       | dr. Roman Melchinger je Martinov zdravniški predhodnik in sodelavec ter družinski prijatelj Gruberjevih. |
| Mark Keller                     | dr. Alexander Kahnweiler     | 1-       | dr. Alexander Kanhweiler je glavni zdravnik oz. kirurg v bolnišnici v Hallu. Je dober prijatelj dr. Gruberja, s katerim veliko sodelujeta. |
| Ronja Forcher                   | Lilli Gruber                 | 1-       | Lilli Gruber je hčerka dr. Gruberja. |
| Monika Baumgartner              | Elisabeth Gruber             | 1-       | Elisabeth Gruber je Martinova in Hansova mama. |
| Heiko Ruprecht                  | Hans Gruber                  | 1-       | Hans Gruber je Martinov brat in bivši zaročenec Klare Hoffmann. V zvezi je s Susanne Dreiseitel, s katero imata hčerko Sophio. |
| Natalie O'Hara                  | Susanne Dreiseitel           | 1-       | Susanne je Martinova stara ljubezen in natakarica v gostilni Wilden Kaiser. V zvezi je s Hansom Gruberjem s katerim imta hčerko Sophio. Posvojila je Jonasa Ellerta. |
| Mareike Fell                    | Christina Pagel              | 1        | Pomočnica dr. Gruberja in medicinska sestra v Hallu v prvi sezoni, odide v Hamburg. |
| Gerd Silberbauer                | Julius Hoffmeister           | 1        | Stara ljubezen Elisabeth Gruber. |
| Konstantin Graudus              | Jörg Dreiseitel              | 1-3      | Bivši mož Susanne Dreiseitel. |
| Mariella Ahrens / Julia Richter | Julia Denson                 | 1-3, 6   | Bivša zaročenka Martina Gruberja, ki jo je spoznal med službovanjem v New Yorku. |
| Hansi Jochmann                  | Monika Schneider             | 2-3      | Pomočnica dr. Gruberja |
| Anna Hippert                    | Sarah Hoffmann               | 2-4      | Hčerka Klare Hoffmann, ki kasneje odpotuje v Rim k svojemu očetu. |
| Tessa Mittelstaedt              | Andrea Junginger             | 2-4      | Martinova zaročenka, ki umre zaradi posledic avtomobilske nesreče na Dunaju, odvetnica. |
| Nike Fuhrmann                   | Klara Hoffmann               | 2-5      | Bivša zaročenka Hansa Gruberja. |
| Sophia Tomalla                  | Nicole Schneider             | 3-6      | Naslednica svoje tete Monike v ambulanti dr. Gruberja. |
| Fabian Elias Huber              | Jonas Dreiseitel prej Ellert | 3-       | Jonas je Susannin posvojenec. |
| Martin Feifel                   | Arthur Diestelmeier          | 3-4, 6-8 | Sovraži Gruberjeve, oče Anne Meierling. |
| Pia Baresch                     | dr. Lena Imhoff              | 4-5      | Zdravnica na otroškem oddelku, ljubezen Martina Gruberja, žena Toma Imhoffa. |
| Johannes Brandrup               | Tom Imhoff                   | 4-5      | Mož Lene Imhoff. |
| Dominik Nowak                   | Mario                        | 4-7      | Bivši fant Lilli Gruber. |
| Ines Lutz                       | Anne Meierling               | 6-       | Ljubezen Martina Gruberja, hči Arthurja Diestelmeierja. |
| Rebecca Immanuel                | dr. Vera Fendrich            | 6-       | Partnerica dr. Kahnweilerja in zdravnica na kliniki. |
| Timmi Trinks                    | Carsten                      | 6-8      | Bivši fant Lilli Gruber. |
| Nicole Beutler                  | Irena Bornholm               | 7-       | Pomočnica v ambulanti dr. Gruberja. |
| Gesine Cukrowski                | Caro                         | 8        | Zaljubljena v Martina Gruberja. |
| Regula Grauwiller               | Rike Jäger                   | 9        | Zavarovalniška agentka, partnerica Martina Gruberja. |
| Anton Andreew                   | Lukas Jäger                  | 9        | Sin Rike Jäger. |

## Epizode
Število epizod po sezonah in datumi premiernega predvajanja posamezne sezone na ORF 2 in ZDF:
| Sezona | Število epizod | Predvajanje na ORF 2                 | Predvajanje na ZDF                    |
| ------ | -------------- | ------------------------------------ | ------------------------------------- |
| 1      | 8              | 6. februar 2008 - 8. marec 2008      | 7. februar 2008 - 3. april 2008       |
| 2      | 13             | 15. januar 2009 - 9. april 2009      | 15. januar 2009 - 30. april 2009      |
| 3      | 17             | 6. januar 2010 - 13. maj 2010        | 6. januar 2010 - 13. maj 2010         |
| 4      | 12             | 13. januar 2011 - 6. april 2011      | 13. januar 2011 - 7. april 2011       |
| 5      | 7              | 21. december 2011 - 22. marec 2012   | 3. januar 2012 - 29. marec 2012       |
| 6      | 6              | 10. januar 2013 - 4. april 2013      | 14. november 2013 - 19. december 2013 |
| 7      | 7              | 2. januar 2014 - 27. marec 2014      | 2. januar 2014 - 13. februar 2014     |
| 8      | 9              | 17. december 2014 - 25. februar 2015 | 21. december 2014 - 5. marec 2015     |
| 9      | 8              | 23. december 2015 - 10. februar 2016 | 23. december 2015 - 18. februar 2016  |
| 10     | 8              | 2. januar 2017 - 15. februar 2017    | 5. januar 2017 - 2. marec 2017        |

Skupno število epizod v 10-ih sezonah je 95. Pri tem so epizode v dveh delih štete kot ene.

## Snemanje
Serijo so snemali v regiji Wilder Kaiser na Tirolskem, v krajih Going, Ellmau, Soll in Sheffau v produkciji ndF v sodelovanju z ORF in ZDF. Prizori v bolnišnici so bili posneti v bolnici v Schwazu.

## Predvajanje v tujini
Serija se predvaja v:
- Nemčija
- Avstrija
- Slovenija
- Hrvaška
- Italija
- Estonija
- Madžarska
- Kanada
- ZDA